# 愛在戰火紛飛時
《愛在戰火紛飛時》（英語：The Promise，直譯為《承諾》）是一部2016年上映的歷史電影，由特里·喬治執導，奧斯卡·伊薩克、克里斯汀·貝爾、夏洛特·勒彭主演。劇情以亞美尼亞醫學生米凱爾（伊薩克飾）、美國記者克里斯（貝爾飾）和在法國長大的亞美尼亞女性安娜（勒彭飾）之間發生的三角戀為主軸，講述20世紀初奧斯曼帝國（今土耳其）對亞美尼亞進行種族滅絕的歷史。
該片於2016年9月舉辦的第41屆多倫多國際電影節首映。

## 外部連結
- 互联网电影数据库（IMDb）上《愛在戰火紛飛時》的资料（英文）